# Wang Hao (ajedrecista)
Wang Hao (chino:王皓; pinyin: Wáng Hào; nacido el 4 de agosto de 1989 en Harbin, Heilongjiang) es un gran maestro de ajedrez chino.
Igual que Gari Kaspárov, Wang se convirtió en un grandmaster sin antes obtener un título de maestro. Logró su primer Gran Maestro en el Abierto Aeroflot (Torneo A2) en Moscú en febrero de 2005, su segundo Gran Maestro en el Abierto de Dubái 2005 y su tercero en el 2º IGB Dato' Arthur Tan Abierto de Malasia.
Wang es tercero detrás de Magnus Carlsen y Serguéi Kariakin en el ranking de los 20 Junior del mundo de la FIDE.

## Carrera
En 1999, Wang fue tercero en la U-10 del Campeonato Mundial de la Juventud en Oropesa del Mar, Castellón (España).
En julio de 2002 ganó la Copa de Qingdao Zhongfand. En agosto de 2002 ganó el oro en el cuarto tablero del equipo nacional chino en la U-16 Olimpiada de Ajedrez en Kuala Lumpur (Malasia).
En julio de 2004, con tan solo 14 años de edad, volvió a ganar una medalla de oro con su equipo nacional en la U-16 en la Olimpiada de Ajedrez en Kozhikode (India), donde anotó un 8/9 (rendimiento 2577). En el mismo mes ganó un torneo juvenil en Yakutsk (Rusia).
La primera victoria en un gran torneo para Wang fue en el torneo Abierto de Dubái en abril de 2005, cuando todavía no tenía títulos y sorprendentemente terminó primero con 7/9 puntos (rendimiento 2731), por delante de 53 grandes maestros y 30 maestros internacionales.
En agosto de 2005 Wang ganó con el brillante resultado de 10/11 (dos puntos por delante del resto) en el 2º IGB Dato' Arthur Tan Abierto de Malasia en Kuala Lumpur (rendimiento 2843).
En octubre de 2005 logró estar en el primer conjunto del torneo Zonal 3.3 de Pekín, consiguiendo finalmente el segundo lugar después de un partido de playoff.
En febrero de 2007 ganó el Torneo GACC en la Universidad de Malaya. En septiembre de 2007 consiguió el segundo lugar tras Zhang Pengxiang en el Campeonato individual de Asia en Manila (Filipinas). En octubre de 2007, Wang fue tercero en el Campeonato Mundial Junior en Ereván.
En enero de 2008, en el 15º Campeonato Asiático por equipos de Ajedrez de Visakhapatnam (India), Wang ganó una medalla de oro individual por su desempeño en el tablero tres (5/6), consiguiendo además su equipo nacional el oro.
En marzo de 2008, ganó el 23.er Abierto de Reikiavik (Islandia) en tie break con 7/9 puntos (rendimiento 2721).
En abril de 2008 participó en el Campeonato por equipos en Sochi (Rusia), compitió en el equipo 64 (Moscú). 
Ganó el fortísimo torneo de la isla de Man «FIDE Chess.com Grand Swiss») por el sistema suizo de 2019, lo cual le dio derecho a jugar el torneo de candidatos de 2020.
Tras la reanudación del torneo en 2021,en el que rindió por debajo de su nivel esperado, anunció oficialmente a la FIDE unos días después de su finalización, su retirada de la competición oficial por motivos de salud.